# Qinghe (Xingtai)
Der Kreis Qinghe (chinesisch 清河县, Pinyin Qīnghé Xiàn) ist ein Kreis der chinesischen bezirksfreien Stadt Xingtai, Provinz Hebei. Er hat eine Fläche von 501,2 km² und zählt 386.231 Einwohner (Stand: Zensus 2010). Sein Hauptort ist die Großgemeinde Gexianzhuang (葛仙庄镇).

## Administrative Gliederung
Auf Gemeindeebene setzt sich der Kreis aus sechs Großgemeinden zusammen. 